# SPANXN4
SPANXN4 (англ. SPANX family member N4) – білок, який кодується однойменним геном, розташованим у людей на довгому плечі X-хромосоми. Довжина поліпептидного ланцюга білка становить 99 амінокислот, а молекулярна маса — 11 168.
| 10         |  | 20         |  | 30         |  | 40         |  | 50         |
| ---------- |  | ---------- |  | ---------- |  | ---------- |  | ---------- |
| MEEPTSSTNE |  | NKMKSPCESN |  | KRKVDKKKKN |  | LHRASAPEQS |  | LKETEKAKYP |
| TLVFYCRKNK |  | KRNSNQLENN |  | QPTESSTDPI |  | KEKGDLDISA |  | GSPQDGGQN  |

A: Аланін

C: Цистеїн

D: Аспарагінова кислота

E: Глутамінова кислота

F: Фенілаланін

G: Гліцин

H: Гістидин

I: Ізолейцин

K: Лізин

L: Лейцин

M: Метіонін

N: Аспарагін

P: Пролін

Q: Глутамін

R: Аргінін

S: Серин

T: Треонін

V: Валін